# Jewgeni Sergejewitsch Woronow
Jewgeni Sergejewitsch Woronow (russisch Евгений Сергеевич Воронов; * 7. Mai 1986 in der Region Stawropol, RSFSR, Sowjetunion) ist ein russischer Basketballspieler. Woronow spielte für verschiedene russischen Erstligavereine und gewann mit ZSK WWS aus Samara 2007 die FIBA EuroCup Challenge sowie die Vizemeisterschaft 2010 mit dem Nachfolgeverein Krasnye Krylja in der EuroChallenge. Für die russische Basketballnationalmannschaft spielt er seit der Basketball-Weltmeisterschaft 2010.

## Vereinskarriere
2002 kam Woronow in den Kader von Lokomotiw aus Mineralnyje Wody in seiner Heimatregion. 2003 zog der Verein nach Rostow um und Woronow wurde auch ab der Saison 2004/05 in Europapokalspielen eingesetzt. Im FIBA Europe Cup erreichte man 2005 das Final-Four-Turnier im rumänischen Ploiești, um den Nachfolger des deutschen Vorjahresgewinners Mitteldeutscher Basketball Club auszuspielen. Im Halbfinale schlug man noch den nationalen Konkurrenten Dynamo Moskau Oblast, verlor aber das Finale mit einem Punkt gegen den Gastgeber CSU Asesoft Ploiești. Der beinahe 19-jährige Woronow erhielt eine Einsatzzeit von 32 Minuten im Finale. Anschließend spielte er mit der russischen Juniorenauswahl bei der U20-Europameisterschaft, wo man vor heimischem Publikum erstmals für Russland den Titel in dieser Altersklasse gewann. In der russischen Meisterschaft schied er mit Lokomotiw 2005 & 2006 jeweils in der ersten Runde der Play-offs aus. 2006 wechselte er zum Luftwaffensportklub ZSK WWS nach Samara, mit dem er 2007 den mittlerweile als FIBA EuroCup Challenge firmierenden Wettbewerb, in dem er mit Lokomotiw zwei Jahre zuvor im Finale unterlegen war, bei seiner letzten Austragung doch noch gewinnen konnte. Im veränderten Modus war man im Finalrückspiel dem zyprischen Verein Keravnos Strovolou aus Nikosia letztendlich deutlich überlegen. Gemeinsam mit seinem Juniorennationalmannschaftskollegen Nikita Schabalkin gehörte Woronow zur Starting Five und den mannschaftsinternen Topscorern in diesem Spiel. Als Sieger der EuroCup Challenge trat man in der folgenden Spielzeit im FIBA EuroCup an, wo man im Viertelfinale gegen den späteren Finalisten Dexia Mons-Hainaut verlor. Die Play-offs um die russische Meisterschaft verpasste man 2007 & 2008 jeweils mit dem neunten Hauptrundenplatz knapp.
2008 wechselte Woronow zu UNICS nach Kasan, mit dem er in Halbfinalserie der russischen Meisterschaft chancenlos gegen Serienmeister ZSKA Moskau war. Im russischen Pokalwettbewerb gewann man jedoch das Finale deutlich gegen MBK Dynamo aus der Stadt Moskau. In der Spielzeit 2009/10 kehrte er nach Samara zurück, um für den neu gegründeten Verein Krasnye Krylja (deutsch Rote Flügel) zu spielen, da die Profi-Basketballmannschaft von ZSK WWS zuvor Konkurs angemeldet hatte und vom Spielbetrieb abgemeldet wurde. Mit dem neuen Verein erreichte er in der EuroChallenge, wie nun der FIBA EuroCup hieß, das Final Four, wo man im Finale dem deutschen Gastgeber BG 74 Göttingen unterlegen war. Anschließend wechselte er zu Dynamo Moskau, die unter Trainer Sergei Basarewitsch ihre zweite Spielzeit ohne Legionäre spielten. Wieder zusammen in einem Team mit Nikita Schabalkin war man in der neu gegründeten höchsten russischen Spielklasse PBL aber nicht wirklich wettbewerbsfähig und erreichte nur den vorletzten Tabellenplatz. Anschließend wurde Dynamo aus finanziellen Gründen die Lizenz für die oberste Spielklasse entzogen und Woronow wechselte zum Lokalrivalen und Serienmeister ZSKA Moskau. Mit ZSKA gewann er 2011 und 2012 die russische Meisterschaft, 2012 die VTB United League und stand 2012 im Finale der EuroLeague, das gegen Panathinaikos Athen knapp verloren wurde.

## Nationalmannschaft
Woronow wurde zum ersten Mal in den Kader der russischen Nationalmannschaft für die Endrunde der WM 2010 in der Türkei berufen, wo man nach nur einer Vorrundenniederlage gegen die gastgebende türkische Basketballnationalmannschaft im Viertelfinale auf den Turnierfavoriten Vereinigte Staaten traf. Nach einer achtbaren Niederlage gegen den späteren Titelgewinner erreichte man in der Platzierungsrunde noch den siebten Platz. In den Kader zur Basketball-Europameisterschaft 2011, bei der Russland dritte wurde, wurde Woronow nicht berufen, jedoch in den für die Olympischen Spiele 2012 in London, bei denen russische Mannschaft den dritten Platz belegte.

## Auszeichnungen und Erfolge
- Bronzemedaillengewinner mit Russland bei den Olympischen Spielen 2012
- russischer Meister mit ZSKA (2 ×): 2012–2013
- Sieger der VTB United League mit ZSKA 2012, 2013
- russischer Pokalsieger mit UNICS 2009
- Sieger der FIBA EuroCup Challenge mit ZSK WWS Samara 2007